# Rameau génital du nerf génito-fémoral
Le rameau génital du nerf génito-fémoral (ou rameau terminal interne du nerf génito-fémoral ou rameau scrotal du nerf génito-fémoral) est un nerf pelvien.

## Origine
Le rameau génital du nerf génito-fémoral est une branche terminale du nerf génito-fémoral qui se termine au-dessus du ligament inguinal.

## Trajet
Le rameau génital contourne la paroi abdominale, passe par le canal inguinal et suit le ligament rond de l'utérus chez la femme et le cordon spermatique chez l'homme.

## Zone d'innervation

### Chez la femme
Chez la femme, le rameau génital innerve les grandes lèvres et le mont du pubis.

### Chez l'homme
Chez l'homme, le rameau génital innerve le muscle crémaster, le muscle dartos et la partie antérieure du scrotum

## Aspect Clinique
Le rameau génital du nerf génito-fémoral est responsable de la partie motrice du réflexe crémastérien.